# إيفان فرانيتش
إيفان فرانكي فرانيتش (بالإنجليزية: Ivan Frankie Franjic)‏ (ولد في 10 سبتمبر 1987 في ملبورن) لاعب كرة قدم دولي أسترالي يلعب حاليا لصالح نادي بريزبان رور في مركز الظهير والجناح الأيمن منذ 2009.

## روابط خارجية
- إيفان فرانيتش على موقع الاتحاد الدولي (مؤرشف)  (الإنجليزية)
- إيفان فرانيتش على موقع دوري كوريا الجنوبية (الإنجليزية)
- إيفان فرانيتش على موقع قاعدة بيانات كرة القدم.إي يو (الإنجليزية)
- إيفان فرانيتش على موقع ناشيونال فوتبول تيمز (الإنجليزية)
- إيفان فرانيتش على موقع Soccerbase.com (لاعب) (الإنجليزية)
- إيفان فرانيتش على موقع Soccerway.com (الإنجليزية)
- إيفان فرانيتش على موقع عالم كرة القدم.نت (الإنجليزية)
- إيفان فرانيتش على موقع AS.com (الإسبانية)